# 원격 회의

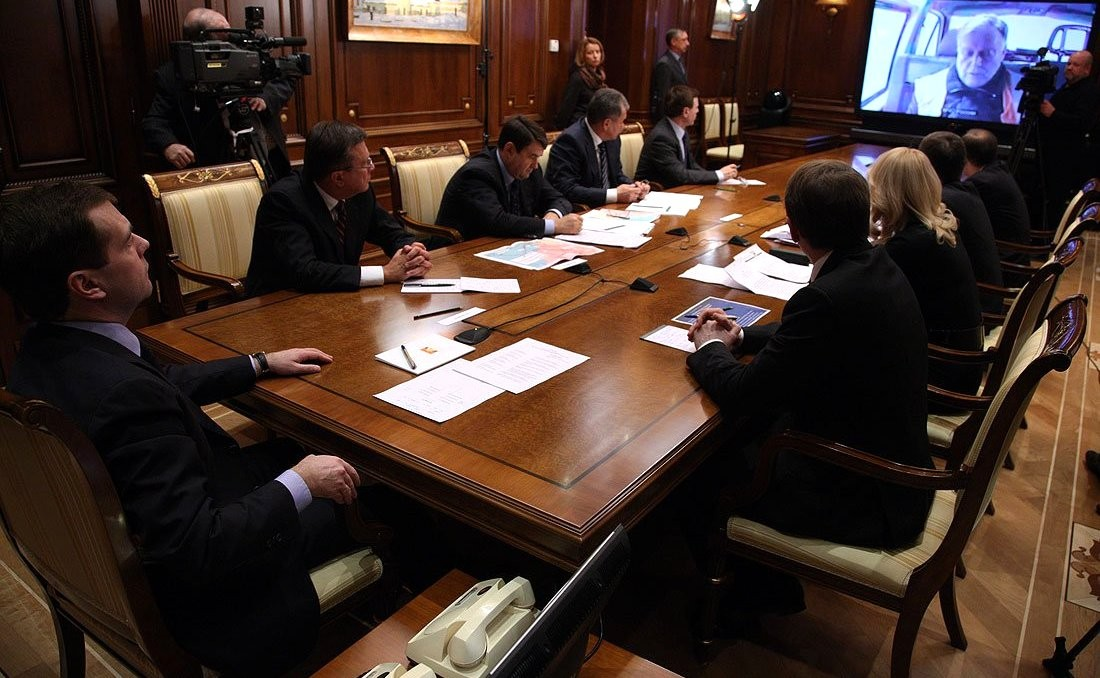
드미트리 메드베데프 러시아 대통령은 2009년 네프스키 익스프레스 폭파 사건의 결과에 관해 러시아 철도청 블라디미르 야쿠닌 사장과 원격회의를 가졌다.

원격 회의, 텔레콘퍼런스(teleconference) 또는 텔레콘(telecon)은 서로 멀리 떨어져 있지만 통신 시스템으로 연결된 여러 사람들 간의 실시간 정보 교환이다. 오디오 회의, 전화 회의, 전화 회의 등의 용어도 때때로 원격 회의를 지칭하는 데 사용된다.
통신 시스템은 전화, 컴퓨터, 전신, 전신타자기, 라디오 및 텔레비전과 같은 하나 이상의 수단을 통해 소리, 비디오 및 데이터 서비스 중 하나 이상을 제공하여 원격 회의를 지원할 수 있다.

## 같이 보기
- 미디어스페이스
- 원격현장감